# Banded Peak
Der Banded Peak (englisch für Gebänderter Gipfel) ist ein 1400 m hoher Berg mit kleinem Gipfel in der antarktischen Ross Dependency. In den Duncan Mountains ragt er 5 km nordöstlich des Mount Fairweather auf.
Die Südgruppe der von 1963 bis 1964 dauernden Forschungsreise im Rahmen der New Zealand Geological Survey Antarctic Expeditions benannte ihn nach seiner deutlich erkennbaren geologischen Bänderung an der Südflanke des Gipfels.